# ماری‌جوانا در رود آیلند
ماری‌جوانا در رود آیلند برای استفاده پزشکی و بزرگسالان قانونی است. استفاده پزشکی با تصویب قانونی در سال ۲۰۰۶ قانونی شد و استفاده تفریحی از آن برای بزرگسالان نیز در سال ۲۰۲۲ قانونی شد.

## ممنوعیت
رود آیلند اولین بار در سال ۱۹۱۸ فروش ماری‌جوانای بدون نسخه را ممنوع کرد.
تا سال ۲۰۱۲، رود آیلند یکی از سخت‌گیرترین ایالات آمریکا برای نگهداری ماری‌جوانا بود. داشتن بیش از ۵ کیلوگرم منجر به مجازات ۲۰ سال حبس و جریمه نقدی بین ۲۵۰۰۰ تا ۱۰۰۰۰۰ دلار می‌شد.

### پیشنهادهای قانونی
لوایح قانونی کردن ماری‌جوانا از سال ۲۰۱۱ هر سال در مجمع عمومی رود آیلند ارائه می‌شد، اما اغلب بی‌نتیجه می‌ماند.
به دنبال موفقیت پیش‌گامی برای آزادسازی استفاده تفریحی از ماری‌جوانا در چهار ایالت و ناحیه کلمبیا در سال‌های ۲۰۱۲ و ۲۰۱۴، وکلای رود آیلند، جایی که روند پیش‌گامی شهروندان وجود ندارد، قانونگذار خود را تحت فشار قرار دادند تا اجازه برگزاری همه‌پرسی عمومی در مورد قانونی کردن ماری‌جوانای تفریحی را بدهد. در سال ۲۰۱۶، مدافعان قانونی کردن به نظرسنجی اخیر دانشگاه براون استناد کردند که نشان می‌داد ۵۵ درصد ساکنان ایالت از قانونی شدن حمایت می‌کنند. نظرسنجی فوریه ۲۰۱۷ نشان داد که ۵۹ درصد از ساکنان رود آیلند موافق قانونی شدن کامل هستند.
لوایح قانونی هرگونه استفاده بزرگسالان، ایجاد فروش قانونی، و رفع تخلفات گذشته در ۲۵ مه ۲۰۲۲ به تصویب رسید. این لایحه به دلیل سیاست‌های متمرکز بر ارتقای برابری، از جمله ارائه مجوزهای فروشگاهی اولویت‌دار به متقاضیان کم‌درآمد و تعاونی‌های کارگری و رفع «خودکار» محکومیت‌های گذشته در مورد مصرف ماری‌جوانا به‌جای الزام مردم به دادخواست به دادگاه، تحسین شد.

## ماری جوانا پزشکی
در سال ۲۰۰۶ رود آیلند ماری جوانای پزشکی را قانونی کرد و به یازدهمین ایالت تبدیل شد که این کار را انجام می‌دهد. این قانون در سال ۲۰۰۵ به تصویب رسید و در مجلس ایالتی با ۵۲ رای موافق در برابر ۱۰ و سنای ایالت با رای ۳۳ بر ۱ به تصویب رسید. فرماندار جمهوری‌خواه دان کارسیری این قانون را وتو کرد، اما قانونگذار با رای ۵۹ بر ۱۳ در مجلس ایالتی و ۲۸ بر ۶ در مجلس سنای ایالت، وتو را لغو کرد.
طبق قانون رود آیلند، «شرایط پزشکی ناتوان کننده تایید شده» برای ماری جوانا پزشکی عبارتند از: سرطان، گلوکوم، HIV/AIDS، هپاتیت C، یا «بیماری مزمن یا ناتوان‌کننده یا شرایط پزشکی یا درمان آن که یک یا چند مورد از موارد زیر را ایجاد می‌کند: کاشکسی؛ درد شدید، ناتوان کننده، مزمن؛ تهوع شدید؛ صرع یا تشنج‌های دیگر؛ اسپاسم شدید و مداوم عضلانی، شامل اما نه محدود به آنهایی که مشخصه مولتیپل اسکلروزیس یا بیماری کرون است؛ و بی‌قراری مرتبط با بیماری آلزایمر».
در ژوئن ۲۰۰۹، رود آیلند سیستم خرده‌فروشی ماری‌جوانا را معرفی کرد و آنها را به دومین ایالت در سراسر کشور (پس از کالیفرنیا) تبدیل کرد که این کار را انجام می‌دهد.
در اکتبر ۲۰۱۶، ۱۵۴۷۰ بیمار در رود آیلند به همراه سه داروخانه (که مجاز به کشت ماری جوانا برای استفاده بیماران خود هستند) وجود داشت.
از سال ۲۰۱۹، سه داروخانه ماری‌جوانای پزشکی در رود آیلند وجود دارد: مرکز توماس سی اسلیتر در پراویدنس، مرکز پزشکی سامیت در وارویک، و مرکز گرین لیف در پورتسموث.

## استفاده مذهبی
کلیسای شفا در رود آیلند یک فرقه مذهبی مستقر در رود آیلند است که پیروان آن معتقدند ماری جوانا یک «گیاه مقدس» است و از آن در مراسم مذهبی استفاده می‌کنند.